# ミケーレ・カンポレーゼ
ミケーレ・カンポレーゼ（Michele Camporese, 1992年5月19日 - ）は、イタリア・ピサ出身のサッカー選手。レッジーナ1914所属。ポジションはセンターバック。

## 経歴

### フィオレンティーナ
下部組織時代
生まれ故郷のピサに所在するポリスポルティーヴァ・ガルツェッラ・マリネーゼというサッカースクールでキャリアを始めた。11歳であった2003年にACFフィオレンティーナのエソルディエンティ（11歳～13歳のカテゴリー）に移り、以後2013年にレンタル移籍するまで同クラブでプレーした。2008-09シーズンにはアッリエーヴィ（15歳～16歳のカテゴリー）にてカンピオナート・アッリエーヴィ・ナツィオナーリを制覇する。2009-10シーズンはトップチームでの背番号を与えられたが、プリマヴェーラの試合のみに出場する。
トップチーム
2010年10月26日に行われたコッパ・イタリアでの対エンポリFC戦にて、75分にアレッサンドロ・ガンベリーニとの交代でトップチームでの公式戦にデビューする。同年11月20日、アウェイで行われた対ACミラン戦において後半開始から途中出場し、18歳にしてセリエAのカンピオナートにデビューする。続く11月27日の対ユヴェントスFC戦には先発出場し、途中負傷交代したもののミラン戦と共に出場時間中は無失点に抑えた。その後レギュラー選手が怪我で離脱するなかスターティングメンバーとしての出場機会を増やし、2011年2月13日の対USチッタ・ディ・パレルモ戦ではセリエA初得点を決めチームのシーズンアウェイ初勝利（2-4）に大きく貢献した。18歳という若さでセリエAにデビューしたこのシーズンは9試合出場、1得点を挙げた。また掛け持ちしていたプリマヴェーラでもコッパ・イタリア・プリマヴェーラのタイトルを獲得した。
2011年11月22日には、2016年6月30日まで契約を延長したことをクラブが公式発表した。2011-12シーズンはプリマヴェーラの試合と兼任でトップチームにも度々招集される。後半戦になると出番が増え、リーグ戦7試合に出場した。順調なキャリアを歩んでいたが2012-13シーズンは怪我によって長期離脱を強いられ、全試合を欠場した。シーズン終了後の2013年7月12日にセリエB・ACチェゼーナへローンで移籍することが発表された。

### チェゼーナ
怪我からの回復が遅れるも2013年11月1日に対テルナーナ・カルチョ戦に後半73分から途中出場し、セリエBデビューすると共に約1年半ぶりに公式戦に復帰した。同年11月17日に行われた対ASチッタデッラ戦では怪我明け後初先発を飾り、さらにセリエB初となる1得点を挙げた。クラブはプレーオフを制して翌シーズンのセリエA昇格を決めた。

### バーリ
2014年8月11日、FCバーリ1908に期限付き移籍することが発表され、引き続きセリエBでプレーすることとなった。

### エンポリ
2015年7月24日、エンポリFCと2018年までの契約を結んだ。

### ベネヴェント
2016年7月6日、セリエBのベネヴェント・カルチョに3年契約で加入することが発表された。シーズン後半から出場機会を得るようになり、クラブ史上初のセリエA昇格に貢献した。

### フォッジャ
2017年8月31日、セリエBに昇格したフォッジャ・カルチョへシーズンローンで加入することが発表された。レギュラーとしてリーグ戦38試合出場1得点を記録し、シーズン終了後に買い取り義務が履行され完全移籍となった。

### ポルデノーネ
2019年7月18日、ポルデノーネ・カルチョに2年契約で移籍した。

### コゼンツァ
2022年1月31日、コゼンツァ・カルチョにローンで加入した。

### レッジーナ
2022年7月20日、レッジーナ1914に3年契約で移籍した。

## 代表歴
2009年10月-11月に行われた2009 FIFA U-17ワールドカップのイタリア代表メンバーに選出される。グループステージ、準々決勝の計4試合全てに先発出場し、第2戦の韓国戦では得点も挙げている。2010年に行われたU-21トルコとの親善試合において18歳にして飛び級でU-21に招集、同試合にはスタメン出場を果たした。

## 人物
各アンダー世代のイタリア代表に招集されている。クマ・エルハジ・ババカルらと共にヴィオラ下部組織の黄金世代であり、カンピオナート・アッリエーヴィ・ナツィオナーリ優勝時のチームでキャプテンを務めた。2009 FIFA U-17ワールドカップにはレギュラーで出場、準々決勝進出に貢献する。足元の技術が高く、フィジカルの強さを活かした対人プレーに秀でている。また後方から攻撃参加やゲームメイクも可能であり、子供の頃は中盤で司令塔の役割をしていたこともある。トップチームに若くしてデビューし、フィレンツェでは新たなネスタと期待される。

## エピソード
- 下部組織時代はフィオレンティーナのトップチームで同ポジションのアレッサンドロ・ガンベリーニと同じようなモヒカンであった[要出典]。

## 個人成績
| 国内大会個人成績 | 国内大会個人成績   | 国内大会個人成績 | 国内大会個人成績   | 国内大会個人成績 | 国内大会個人成績 | 国内大会個人成績 | 国内大会個人成績 | 国内大会個人成績 | 国内大会個人成績 | 国内大会個人成績 | 国内大会個人成績 |
| 年度             | クラブ             | 背番号           | リーグ             | リーグ戦         | リーグ戦         | リーグ杯         | リーグ杯         | オープン杯       | オープン杯       | 期間通算         | 期間通算         |
| 年度             | クラブ             | 背番号           | リーグ             | 出場             | 得点             | 出場             | 得点             | 出場             | 得点             | 出場             | 得点             |
| イタリア         | イタリア           | イタリア         | イタリア           | リーグ戦         | リーグ戦         | イタリア杯       | イタリア杯       | オープン杯       | オープン杯       | 期間通算         | 期間通算         |
| ---------------- | ------------------ | ---------------- | ------------------ | ---------------- | ---------------- | ---------------- | ---------------- | ---------------- | ---------------- | ---------------- | ---------------- |
| 2010-11          | フィオレンティーナ | 31               | セリエA            | 9                | 1                | 2                | 0                | -                | -                | 11               | 1                |
| 2011-12          | フィオレンティーナ | 31               | セリエA            | 7                | 0                | 2                | 0                | -                | -                | 9                | 0                |
| 2012-13          | フィオレンティーナ | 31               | セリエA            | 0                | 0                | 0                | 0                | -                | -                | 0                | 0                |
| 2013-14          | チェゼーナ         | 6                | セリエB            | 4                | 1                | 2                | 1                | -                | -                | 6                | 2                |
| 通算             | イタリア           | イタリア         | フィオレンティーナ | 16               | 1                | 4                | 0                | -                | -                | 20               | 1                |
| 通算             | イタリア           | イタリア         | チェゼーナ         | 4                | 1                | 2                | 1                | -                | -                | 6                | 2                |
| 総通算           | 総通算             | 総通算           | 総通算             | 20               | 2                | 6                | 1                | -                | -                | 26               | 3                |

- 2010年10月26日 - プロ初出場 - エンポリFC戦（スタディオ・アルテミオ・フランキ (フィレンツェ)）
- 2010年11月20日 - セリエA初出場 - ACミラン戦（サン・シーロ）
- 2010年2月13日 - プロ・セリエA初得点 - パレルモ戦（スタディオ・レンツォ・バルベラ）

## タイトル
フィオレンティーナ
- カンピオナート・アッリエーヴィ・ナツィオナーリ : 2008-09
- コッパ・イタリア・プリマヴェーラ : 2010-11